# Правило Прелога
Правило Прелога (англ. Prelog's rule) — правило стеричного контролю, яке дає змогу передбачити переважну конфігурацію продукту асиметричного синтезу, що утворюється з дикарбонільних сполук, зокрема конфігурацію α-оксикислот, одержуваних у реакціях оптично активних естерів α-оксокислот (в яких спиртова компонента є спрямовуючим асиметричним агентом) з реактивами Гриньяра. При цьому конфігурація новоутвореного асиметричного центра визначається напрямком підходу радикала магнійорганічної сполуки до карбонільної групи. У ній сторони >C=O діастереотопні, а через те два можливих напрямки нерівноцінні, і здійснюється той з них, який менш стерично заслонений, що й пояснює спрямувальну дію спиртової компоненти естеру. Отже, якщо припустити, що обидві карбонільні групи кислоти лежать антипаралельно зорієнтованими і в одній площині з найменшим замісником (а) при центрі хіральності спиртового залишку, то атакуючий радикал підходитиме за Прелогом до α-карбонільного центра з найменш заслоненої сторони, тобто з боку середнього розміру замісника (b), який знаходиться від спостерігача відносно тієї площини.